# Liolaemus pictus
Liolaemus pictus — вид ігуаноподібних ящірок родини Liolaemidae. Мешкає в Чилі і Аргентині.

## Підвиди
Виділяють шість підвидів:
- Liolaemus pictus pictus (Duméril & Bibron 1837);
- Liolaemus pictus argentinus Müller & Hellmich 1939;
- Liolaemus pictus chiloeensis Müller & Hellmich 1939;
- Liolaemus pictus major Boulenger 1885;
- Liolaemus pictus talcanensis Urbina & Zuñiga 1977;
- Liolaemus pictus codoceae Pincheira-Donoso & Nunez 2005;

## Поширення і екологія
Liolaemus pictus мешкають в чилійських регіонах Біобіо, Арауканія, Лос-Лагос і Айсен, а також в Андах на заході аргентинських провінцій Неукен, Ріо-Негро і Чубут. Вони живуть на галявинах вальдивійських помірних лісів і гірських лісів Анд, трапляються на плантаціях і в лісових масивах поблизу людських поселень. Зустрічаються на висоті до 1600 м над рівнем моря. Живляються комахами і ягодами, є живородними.